# دنیل کلاورو
دنیل کلاورو (اسپانیایی: Daniel Clavero‎؛ زادهٔ ۹ اوت ۱۹۶۸) دوچرخه‌سوار اهل اسپانیا است. وی در مسابقات  جیرو دیتالیا شرکت کرده است.